# Rudolf Binding
Rudolf Georg Binding, plus connu sous le nom de Rudolf G. Binding, né le 13 août 1867 à Bâle et mort le 4 août 1938 à Starnberg (Bavière) de la tuberculose, est un auteur et écrivain allemand.

## Biographie
Armin Mohler considérait que cet auteur, dont les récits, les courtes nouvelles et les légendes étaient très populaires pendant la république de Weimar, faisait partie des auteurs de la révolution conservatrice de l'Entre-deux-guerres en Allemagne. Il est en 1933 l'un des signataires de la Gelöbnis treuester Gefolgschaft, serment de fidélité d'artistes à Hitler; cependant il existe une controverse à ce sujet: en effet, nous ne saurons jamais s'il a signé de lui-même ce serment de fidélité ou si quelqu'un a inscrit son nom à son insu.

## Œuvres
- An eine Geliebte – Briefe für Joi. (15. Mai 1909 – 27. Dezember 1922.) Deutscher Buchklub, 1951.
- Coelestina: Eine Märchenlegende. 1909.
- Dies war das Maß. Die gesammelten Kriegsdichtungen und Tagebücher. Rütten & Loening, Potsdam 1940.
- Reitvorschrift für eine Geliebte. 1924.
- Aus dem Krieg, 1925
- Der Opfergang. Eine Novelle.
- Das große Rudolf-G.-Binding-Buch. Eine Auswahl aus dem Werk. Bertelsmann, München 1979.
- Erlebtes Leben. Rütten & Loening, Frankfurt am Main 1928.
- Moselfahrt aus Liebeskummer, Novelle in einer Landschaft. Rütten & Loening, Frankfurt am Main 1932.
- Antwort eines Deutschen an die Welt. Rütten & Loening, Frankfurt am Main 1933.
- Vom Leben der Plastik. Inhalt und Schönheit des Werkes von Georg Kolbe. Rembrandt-Verlag, Berlin 1933.
- Wir fordern Reims zur Übergabe auf. Rütten & Loening, Frankfurt am Main 1934.
- Die Waffenbrüder. Rütten & Loening, Potsdam 1935.
- Sankt Georgs Stellvertreter: Legende. Hans Dulk Verlag, Hamburg o. J.
- Das Peitschchen, Eine Weihnachtsgeschichte, illustré par Alfred Kubin, Potsdam, Rütten & Loening, 1937.
- Die Perle und andere Erzählungen. Rütten & Loening, Potsdam 1938.
- Unsterblichkeit. Rütten & Loening, Frankfurt am Main 1921.
- Legenden der Zeit. Rütten & Loening, Potsdam 1943.
- Die Geige. Vier Novellen,  Leipzig, Insel-Verlag, 1918.
- Keuschheitslegende, 1919

## Filmographie
- 1981 Dans le film Le Bateau de Wolfgang Petersen, l'un des personnages, le lieutenant Werner, récite le poème Schlacht - Das Maß de Rudolf G. Binding, lorsque le sous-marin est coincé dans le détroit de Gibraltar.

- 1942-44 Offrande au bien-aimé, film de Veit Harlan